# Culture client
Ne doit pas être confondu avec Expérience client ou Gestion de la relation client.
La culture client, orientation client ou orientation marché, est une approche marketing de la culture d’entreprise désignant une culture typique d’entreprise présentant la tendance générale des salariés et dirigeants d’entreprise à considérer la satisfaction du client comme la finalité essentielle de l’activité,.
La notion de culture client est promue dans les entreprises comme une manière de gagner en compétitivité dans un milieu concurrentiel mature,, plaçant cette notion dans la gestion de la mercatique.

## Définitions approfondies
Plusieurs approches de la culture client se distinguent sur des considérations analytiques, conceptuelles et opérationnelles selon les auteurs.

### Auteurs et approches

#### Daniel Ray, David Gotteland
Diverses approches antérieures de l'orientation marché ,,,sont compilés par David Gotteland à l'occasion d'une méta-analyse sur le sujet.

Sur la base de cette méta-analyse, Daniel Ray définit la culture client, ou l'orientation client, telle que : 
« [...] un ensemble de croyances et de valeurs partagées au sein de l’entreprise qui placent la satisfaction durable du client au cœur des priorités. ».
À la différence du marketing relationnel dont l'objet est la relation entretenue entre l'entreprise et le client ou le prospect, la culture client a pour objet l'organisation interne des entreprises.
Sur le plan analytique comme opérationnel, Daniel Ray propose une composition de la culture client en trois dimensions : l'impulsion stratégique, la connexion client et l'autonomie-responsabilisation des salariés. Ces regroupements dimensionnels sont établis à partir de la littérature antérieure en marketing qui désignait une à une les différentes dimensions de l'orientation marché.

#### Serge Rouvière
Serge Rouvière a consacré un ouvrage sur la question de la culture client. Aucune définition précise n'y figure, mais l'orientation client est selon lui la tendance des entreprises à reconsidérer le client comme la finalité de l'entreprise, en lieu et place de la valeur actionnariale. A l'inverse des auteurs précédents, il préconise d'organiser l'entreprise autour de l'expérience client, et n'évoque pas explicitement la notion de "système de croyances et de valeurs partagées" par les collaborateurs autour de la satisfaction client.
Le Customer Orientation Score ou COS est un outil de mesure de l'orientation client fondé sur l'analyse multidimensionnelle établie par Daniel Ray. Il a été élaboré par Guillaume Antonietti, Daniel Ray et Olivier Trendel .